# Finale de la Coupe des villes de foires 1961-1962
La finale de la Coupe des villes de foires 1961-1962 est la 4e finale de la Coupe des villes de foires. Elle prend la forme d'une double confrontation aller-retour prenant place le 8 septembre et le 12 septembre 1962, respectivement au Mestalla de Valence, et au Camp Nou de Barcelone, tous deux en Espagne.
Elle oppose les deux équipes espagnoles de Valence et Barcelone. Au terme des deux rencontres, les Valenciens s'imposent sur le score final de 7 buts à 3 (6-2 à l'aller, 1-1 au retour) et remportent la Coupe des villes de foires pour la première fois.

## Parcours des finalistes
Note : dans les résultats ci-dessous, le score du finaliste est toujours donné en premier (D : domicile ; E : extérieur).
| Valence CF        | Valence CF | Valence CF | Valence CF |                     | CF Barcelone             | CF Barcelone | CF Barcelone | CF Barcelone | CF Barcelone |
| ----------------- | ---------- | ---------- | ---------- | ------------------- | ------------------------ | ------------ | ------------ | ------------ | ------------ |
| Adversaire        | Total      | Aller      | Retour     | Tour                | Adversaire               | Total        | Aller        | Retour       |              |
| Nottingham Forest | 7 - 1      | 2 - 0 (D)  | 5 - 1 (E)  | Premier tour        | Berlin-Ouest XI          | 3 - 1        | 0 - 1 (E)    | 3 - 0 (D)    |              |
| Lausanne-Sport    | 4 - 3      | 4 - 3 (D)  | -          | Huitièmes de finale | Dinamo Zagreb            | 7 - 3        | 5 - 1 (D)    | 2 - 2 (E)    |              |
| Inter Milan       | 5 - 3      | 2 - 0 (D)  | 3 - 3 (E)  | Quarts de finale    | Sheffield Wednesday      | 4 - 3        | 2 - 3 (E)    | 2 - 0 (D)    |              |
| MTK Hungária      | 10 - 3     | 3 - 0 (D)  | 7 - 3 (E)  | Demi-finales        | Étoile rouge de Belgrade | 6 - 1        | 2 - 0 (E)    | 4 - 1 (D)    |              |

## Matchs

### Match aller
| Titulaires :       |                            |  |
|                    |                            |  |
| 1                  | Ricardo Zamora de Grassa   |  |
|                    | Vicente Piquer (en)        |  |
|                    | Manuel Mestre              |  |
|                    | José Sastre                |  |
|                    | Juan Carlos Quincoces (en) |  |
|                    | Chicão (en)                |  |
|                    | Héctor Núñez               |  |
|                    | Enrique Ribelles           |  |
|                    | Waldo                      |  |
|                    | Vicente Guillot            |  |
|                    | Nando Yosu                 |  |
|                    |                            |  |
| Entraîneur :       |                            |  |
| Alejandro Scopelli |                            |  |

| Titulaires :  |                          |  |
|               |                          |  |
| 1             | José Manuel Pesudo       |  |
|               | Julio César Benítez      |  |
|               | Rodri                    |  |
|               | Ferran Olivella          |  |
|               | Martí Vergés             |  |
|               | Sígfrid Gràcia           |  |
|               | Luis Cubilla             |  |
|               | Sándor Kocsis            |  |
|               | Cayetano Ré              |  |
|               | Ramón Alberto Villaverde |  |
|               | Antonio Camps            |  |
|               |                          |  |
| Entraîneur :  |                          |  |
| László Kubala |                          |  |

| Titulaires :       |                            |  |
|                    |                            |  |
| 1                  | Ricardo Zamora de Grassa   |  |
|                    | Vicente Piquer (en)        |  |
|                    | Manuel Mestre              |  |
|                    | José Sastre                |  |
|                    | Juan Carlos Quincoces (en) |  |
|                    | Chicão (en)                |  |
|                    | Héctor Núñez               |  |
|                    | Enrique Ribelles           |  |
|                    | Waldo                      |  |
|                    | Vicente Guillot            |  |
|                    | Nando Yosu                 |  |
|                    |                            |  |
| Entraîneur :       |                            |  |
| Alejandro Scopelli |                            |  |

| Titulaires :  |                          |  |
|               |                          |  |
| 1             | José Manuel Pesudo       |  |
|               | Julio César Benítez      |  |
|               | Rodri                    |  |
|               | Ferran Olivella          |  |
|               | Martí Vergés             |  |
|               | Sígfrid Gràcia           |  |
|               | Luis Cubilla             |  |
|               | Sándor Kocsis            |  |
|               | Cayetano Ré              |  |
|               | Ramón Alberto Villaverde |  |
|               | Antonio Camps            |  |
|               |                          |  |
| Entraîneur :  |                          |  |
| László Kubala |                          |  |

### Match retour
| Titulaires :  |                          |  |
|               |                          |  |
| 1             | José Manuel Pesudo       |  |
|               | Julio César Benítez      |  |
|               | Jesús Garay              |  |
|               | Josep Maria Fusté        |  |
|               | Martí Vergés             |  |
|               | Sígfrid Gràcia           |  |
|               | Luis Cubilla             |  |
|               | Sándor Kocsis            |  |
|               | Fernand Goyvaerts        |  |
|               | Ramón Alberto Villaverde |  |
|               | Antonio Camps            |  |
|               |                          |  |
| Entraîneur :  |                          |  |
| László Kubala |                          |  |

| Titulaires :       |                            |  |
|                    |                            |  |
| 1                  | Ricardo Zamora de Grassa   |  |
|                    | Vicente Piquer (en)        |  |
|                    | Manuel Mestre              |  |
|                    | José Sastre                |  |
|                    | Juan Carlos Quincoces (en) |  |
|                    | Chicão (en)                |  |
|                    | Héctor Núñez               |  |
|                    | José Antonio Urtiaga (en)  |  |
|                    | Waldo                      |  |
|                    | Vicente Guillot            |  |
|                    | Nando Yosu                 |  |
|                    |                            |  |
| Entraîneur :       |                            |  |
| Alejandro Scopelli |                            |  |

| Titulaires :  |                          |  |
|               |                          |  |
| 1             | José Manuel Pesudo       |  |
|               | Julio César Benítez      |  |
|               | Jesús Garay              |  |
|               | Josep Maria Fusté        |  |
|               | Martí Vergés             |  |
|               | Sígfrid Gràcia           |  |
|               | Luis Cubilla             |  |
|               | Sándor Kocsis            |  |
|               | Fernand Goyvaerts        |  |
|               | Ramón Alberto Villaverde |  |
|               | Antonio Camps            |  |
|               |                          |  |
| Entraîneur :  |                          |  |
| László Kubala |                          |  |

| Titulaires :       |                            |  |
|                    |                            |  |
| 1                  | Ricardo Zamora de Grassa   |  |
|                    | Vicente Piquer (en)        |  |
|                    | Manuel Mestre              |  |
|                    | José Sastre                |  |
|                    | Juan Carlos Quincoces (en) |  |
|                    | Chicão (en)                |  |
|                    | Héctor Núñez               |  |
|                    | José Antonio Urtiaga (en)  |  |
|                    | Waldo                      |  |
|                    | Vicente Guillot            |  |
|                    | Nando Yosu                 |  |
|                    |                            |  |
| Entraîneur :       |                            |  |
| Alejandro Scopelli |                            |  |